# 徐日升 (天啓進士)
徐日升（？—？），字如之，號石城，南直隶常州府江阴县军籍。

## 生平
天啓四年（1624年）甲子科应天乡试举人，天啓五年（1625年）联捷乙丑科進士，授漳州府推官，雪冤狱，擒盗魁，赈灾荒，奉檄督理洋税，尽斥陋规，商民请勒石纪其廉，祀漳州名宦祠。

## 親屬
父徐宪明，字伯敏，庠生，以日升封文林郎漳州府推官。
徐霞客是其族侄。